# رباعي الأضلاع متساوي الأقطار

شكل رباعي الأضلاع متساوي الأضلاع ، يُظهر أقطاره المتساوية ، Varignon rhombus ، و bimedians عمودي

في الهندسة الإقليدية، الشكل الرباعي متساوي الأقطار هو: محدب رباعي الذي اثنين من أقطاره متساوية الطول. وكانت الأشكال الرباعية الأضلاع متساوية الأضلاع مهمة في الرياضيات الهندية القديمة، حيث تم تصنيف الأشكال الرباعية أولاً وفقًا إذا كانت متساوية الأضلاع ومن ثم إلى أنواع أكثر تخصصًا.

## حالات خاصة
تتضمن أمثلة الأشكال الرباعية متساوية الأضلاع:
شبه المنحرف متساوي الساقين والمستطيلات والمربعات.

طائرة ورقية متساوية الأضلاع تزيد من نسبة المحيط إلى القطر ، منقوشة في مثلث ريولو

من بين جميع الأشكال الرباعية هناك شكل يكون له أكبر نسبة من محيطه إلى قطره وهو: الطائرة الورقية التي تكون متساوية الأضلاع بزوايا:
π / 3 و 5π / 12 و 5π / 6 و 5π / 12.

## التوصيفات
يكون الشكل الرباعي المحدب متساوي الأضلاع إذا وفقط إذا كان
فاريجنون متوازي الأضلاع، ومتوازي الاضلاع المتكون من نقاط المنتصف من جوانبه هو: (المعين).
والشرط المكافئ هو أن تكون ثنائية الأبعاد في الشكل الرباعي (أقطار متوازي الأضلاع فاريجنون) متعامدة.
الشكل الرباعي المحدب بأطوال قطرية {\displaystyle p} و {\displaystyle q}، وأطوال ثنائية المتوسط
{\displaystyle m} و {\displaystyle n} يكون متساوي الأضلاع إذا وفقط إذا  :Prop.1
{\displaystyle pq=m^{2}+n^{2}.}

## منطقة / المساحة
بسهولة يمكن حساب المنطقة / المساحة K لشكل رباعي متساوي الأضلاع إذا كان طول الخطين m و n معروفين. ويكون الشكل الرباعي متساوي الأضلاع إذا وفقط إذا  :ص: 19 :كورنثوس.4
{\displaystyle \displaystyle K=mn.}
هذه نتيجة مباشرة لحقيقة أن مساحة الشكل الرباعي المحدب هو ضعف مساحة متوازي الأضلاع فاريجنون، وأن الأقطار في هذا المتوازي الأضلاع هي ثنائية البعد للشكل الرباعي. باستخدام صيغ ل أطوال رباعي الأضلاع، ويمكن أيضا التعبير عن المنطقة من حيث الجانبين أ، ب، ج، د من الشكل الرباعي متساوي الأضلاع والمسافة س بين نقاط المنتصف من الأقطار كما في :الصفحة:19.
{\displaystyle K={\tfrac {1}{4}}{\sqrt {(2(a^{2}+c^{2})-4x^{2})(2(b^{2}+d^{2})-4x^{2})}}.}
يمكن الحصول على صيغ منطقة أخرى من الإعداد p = q في الصيغ الخاصة في منطقة شكل رباعي محدب.

## العلاقة بأنواع أخرى من الأشكال الرباعية
يكون متوازي الأضلاع متساوي الأضلاع إذا وفقط إذا كان مستطيلاً،  ويكون شبه المنحرف متساوي الأضلاع إذا وفقط إذا كان شبه منحرف متساوي الساقين. والأشكال الرباعية الدورية متساوية الأضلاع هي بالضبط شبه منحرف متساوي الساقين.
هناك ازدواجية بين رباعي الأضلاع متساوي الأضلاع ورباعي الأضلاع المتعامد، ويكون الشكل الرباعي متساوي الأضلاع إذا وفقط إذا كان متوازي أضلاع فاريجنون متعامدًا (معينًا). والرباعي يكون متعامدًا إذا وفقط إذا كان متوازي أضلاع فاريجنون متساوي الأضلاع (مستطيل الشكل). بالمقابل يكون للشكل الرباعي أقطار متساوية إذا وفقط إذا كان له خطوط ثنائية عمودية، وله أقطار متعامدة إذا وفقط إذا كان لديه خطوط ثنائية متساوية. يعطي Silvester (2006) مزيدًا من الروابط بين الأشكال الرباعية المتساوية الأضلاع والمتعامدة عبر تعميم نظرية فان أوبل.
الأشكال الرباعية التي تكون متعامدة ومتساوية الأضلاع، والتي تكون فيها الأقطار على الأقل بنفس طول كل جوانب الشكل الرباعي يكون لها أقصى مساحة لقطرها بين جميع الأشكال الرباعية. مما يؤدي إلى حل مشكلة الحالة 4 = n لأكبر مضلع صغير. والمربع هو واحد من هذه الأشكال الرباعية ولكن هناك عدد لا نهائي من الأشكال الأخرى. تمت الإشارة إلى الأشكال الرباعية الأضلاع المتساوية الأقطار المتعامدة على أنها رباعي الأضلاع متوسط المربعات p .137، لأنهم هم الوحيدون الذي يكون متوازي الأضلاع فاريجنون (مع الرؤوس عند نقاط المنتصف لأضلاع الرباعي) مربعًا  :p. 137. ومثل هذا الشكل الرباعي ذو الأضلاع المتتالية أ، ب، ج، د له مساحة  :Thm.16.
{\displaystyle K={\frac {1}{4}}\left(a^{2}+c^{2}+{\sqrt {4(a^{2}c^{2}+b^{2}d^{2})-(a^{2}+c^{2})^{2}}}\right).}

متوازي الأضلاع متوسط المربع هو بالضبط مربع.

مثال على شكل رباعي متوسط المربعات.
شبه منحرف منتصف المربع.
طائرة ورقية متوسطة الحجم.

### قراءة معمقة
- كولبروك، هنري توماس (1817)، الجبر، مع الحساب والإحياء، من اللغة السنسكريتية لبراهميغوبتا وباسكارا، جون موراي، ص،58.
- Ball ، DG (1973)، "A generalization of π"، Mathematical Gazette ، 57 (402): 298–303، doi 10.2307 / 3616052، غريفيث، ديفيد؛ ديفيد كولبين (1975)، "Pi-optimal polygons"، الجريدة الرياضية، 59 (409): 165–175، دوى: 10.2307 / 3617699.
- دي فيليرز، مايكل (2009)، بعض المغامرات في الهندسة الإقليدية، تعلم الرياضيات الديناميكي، ص. 58، ردمك: 9780557102952.
- جوزيفسون، مارتن (2014)، «خصائص الأشكال الرباعية متساوية الأضلاع»، منتدى Geometricorum،14: 129-144.
- جوزيفسون، مارتن (2013)، «خمسة أدلة على توصيف منطقة المستطيلات»(PDF)، منتدى Geometricorum،13: 17-21.
- جيرديس، بولوس (1988)، «في الثقافة والتفكير الهندسي وتعليم الرياضيات»، دراسات تربوية في الرياضيات، 19 (2): 137-162، دوى: 10.1007 / bf00751229 ،JSTOR 3482571.
- جوزيفسون، مارتن (2012)، «توصيفات الأشكال الرباعية الشكل المتعامدة الأضلاع» (PDF)، منتدى Geometricorum 12 :13-25، انظر على وجه الخصوص Theorem 7 on p. 19.
- سيلفستر، جون ر. (2006)، «امتدادات نظرية فان أوبل»، الجريدة الرياضية، 90 (517): 2-12، JSTOR 3621406